# Fi de l'Àguila
Fi de l'Àguila (φ Aquilae) és una estrella binària de la constel·lació de l'Àguila.
Fi de l'Àguila és una binària espectroscòpica que està classificada com una subgegant blanca del tipus A de la magnitud aparent +5,28. Aquesta binària té un període orbital de 3,32 dies i està aproximadament a 206 anys llum de la Terra.